# Пхеньян (станція)
39°00′17″ пн. ш. 125°44′11″ сх. д. / 39.004722222222° пн. ш. 125.73638888889° сх. д.
Пхеньян (кор. 평양역, 平壤驛) — центральна залізнична станція в місті Пхеньян, столиці КНДР.

## Опис
Є початком таких залізничних ліній, як Пхенбусон і Пхьон'їсон, сформовані з Кенбусона і Кьон'їсона, які використовувалися ще до поділу Кореї. Пхьон'їсон прямує з Пхеньяна до Синийджу на китайському кордоні (напрямок на північ від Пхеньяна), тоді як Пхенбусон теоретично прямує через Сеул, а закінчується в Пусані. Насправді ця лінія закінчується в Кесоні. Від вокзалу також відходить залізнична лінія Пхеннамсон, що сполучає Пхеньян із Нампхо — портом на узбережжі Жовтого моря на захід від Пхеньяну.
Станція має три платформи, п'ять перонів та п'ять залізничних ліній, а також підземні переходи.

## Історія
Триповерхова будівля побудована з червоної цегли японцями в 1906 році, але під час Корейської війни вокзал зруйнований, а відновлений в 1953 році.

## Далеке сполучення станцією
- Пхеньян — Пекін-Центральний (поїзд К27/К28, два безпересадкові вагони через Сінийджу)
- Пхеньян — Синийджу
- Пхеньян — Туманган (поїзд 7/8)
- Пхеньян — Хесан
- Пхеньян — Москва-Ярославська (по одному безпересадковому вагону з поїздом Пхеньян — Туманган)